# Волдо (Огайо)
Волдо (англ. Waldo) — селище (англ. village) в США, в окрузі Меріон штату Огайо. Населення — 326 осіб (2020).

## Географія
Волдо розташоване за координатами 40°27′35″ пн. ш. 83°5′5″ зх. д. / 40.45972° пн. ш. 83.08472° зх. д. (40.459755, -83.084828).  За даними Бюро перепису населення США в 2010 році селище мало площу 1,68 км², уся площа — суходіл.

## Демографія
Згідно з переписом 2010 року, у селищі мешкало 338 осіб у 138 домогосподарствах у складі 99 родин. Густота населення становила 201 особа/км².  Було 157 помешкань (94/км²).
Расовий склад населення:
| - 96,4 % — білих - 0,9 % — азіатів - 0,3 % — чорних або афроамериканців |

До двох чи більше рас належало 2,4 %. Частка іспаномовних становила 1,2 % від усіх жителів.
За віковим діапазоном населення розподілялося таким чином: 21,6 % — особи молодші 18 років, 62,4 % — особи у віці 18—64 років, 16,0 % — особи у віці 65 років та старші. Медіана віку мешканця становила 41,5 року. На 100 осіб жіночої статі у селищі припадало 94,3 чоловіків;  на 100 жінок у віці від 18 років та старших — 94,9 чоловіків також старших 18 років.
Середній дохід на одне домашнє господарство  становив 52 294 долари США (медіана — 42 917), а середній дохід на одну сім'ю — 68 308 доларів (медіана — 62 500). Медіана доходів становила 50 385 доларів для чоловіків та 38 125 доларів для жінок. За межею бідності перебувало 4,0 % осіб, у тому числі 2,4 % дітей у віці до 18 років та 7,8 % осіб у віці 65 років та старших.
Цивільне працевлаштоване населення становило 196 осіб. Основні галузі зайнятості: виробництво — 27,0 %, освіта, охорона здоров'я та соціальна допомога — 23,0 %, роздрібна торгівля — 12,2 %, мистецтво, розваги та відпочинок — 8,7 %.